# Ширрен (Нижний Рейн)
Ширре́н (фр. Schirrhein) — коммуна на северо-востоке Франции в регионе Гранд-Эст (бывший Эльзас — Шампань — Арденны — Лотарингия), департамент Нижний Рейн, округ Агно-Висамбур, кантон Бишвиллер. До марта 2015 года коммуна в составе кантона Бишвиллер административно входила в округ Агно.
Площадь коммуны — 6,49 км², население — 2130 человек (2006) с тенденцией к росту: 2212 человек (2013), плотность населения — 340,8 чел/км².

## Население
Население коммуны в 2011 году составляло 2197 человек, в 2012 году — 2205 человек, а в 2013-м — 2212 человек.
| 1962 | 1968 | 1975 | 1982 | 1990 | 1999 | 2006 | 2008 | 2011 | 2012 | 2013 |
| ---- | ---- | ---- | ---- | ---- | ---- | ---- | ---- | ---- | ---- | ---- |
| 1763 | 1882 | 1987 | 1921 | 1850 | 2027 | 2130 | 2160 | 2197 | 2205 | 2212 |

Динамика населения:

## Экономика
В 2010 году из 1469 человек трудоспособного возраста (от 15 до 64 лет) 1151 были экономически активными, 318 — неактивными (показатель активности 78,4 %, в 1999 году — 74,5 %). Из 1151 активных трудоспособных жителей работали 1082 человека (600 мужчин и 482 женщины), 69 числились безработными (31 мужчина и 38 женщин). Среди 318 трудоспособных неактивных граждан 103 были учениками либо студентами, 106 — пенсионерами, а ещё 109 — были неактивны в силу других причин.

## Достопримечательности (фотогалерея)

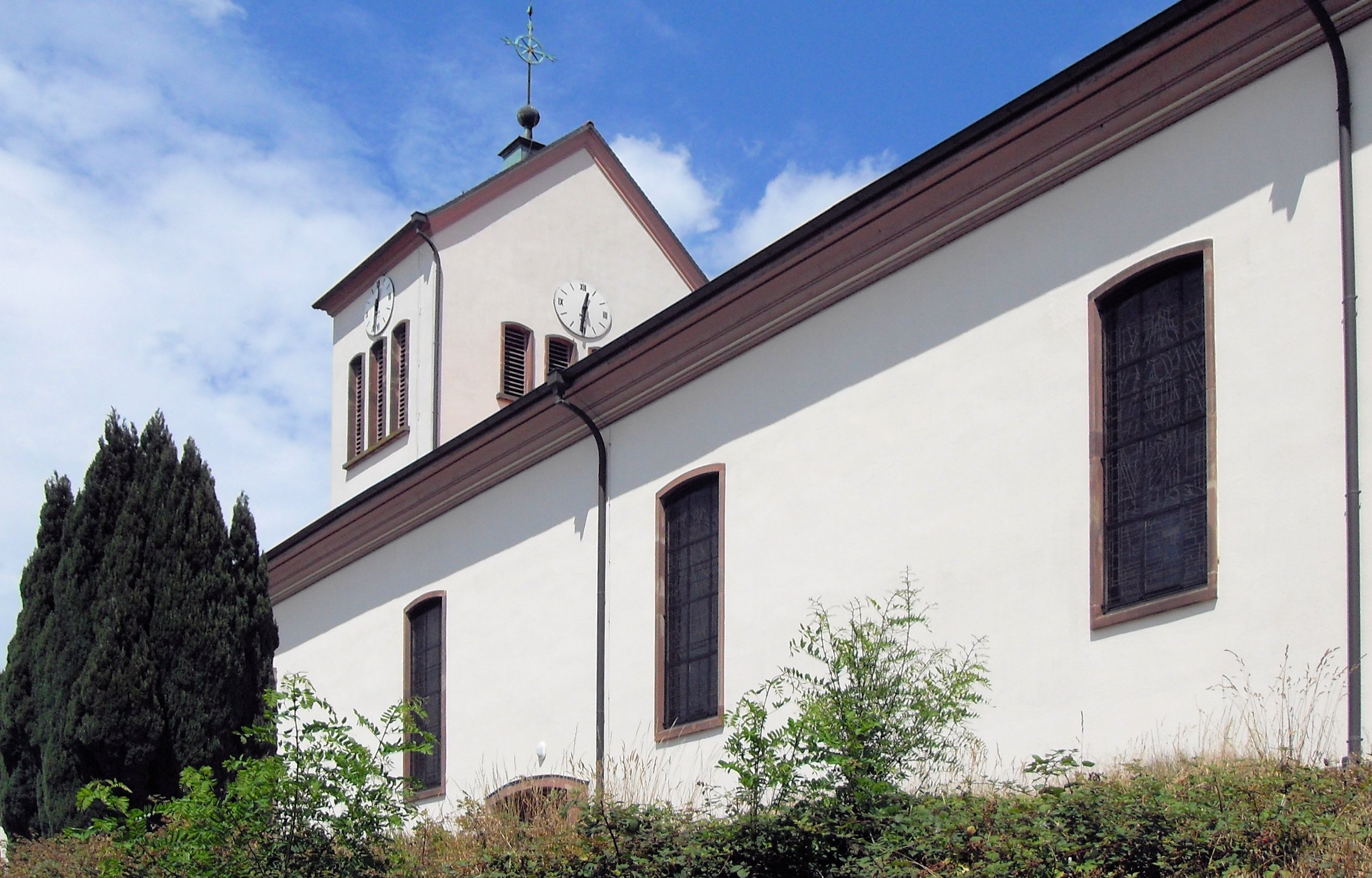
Церковь Святого Николая
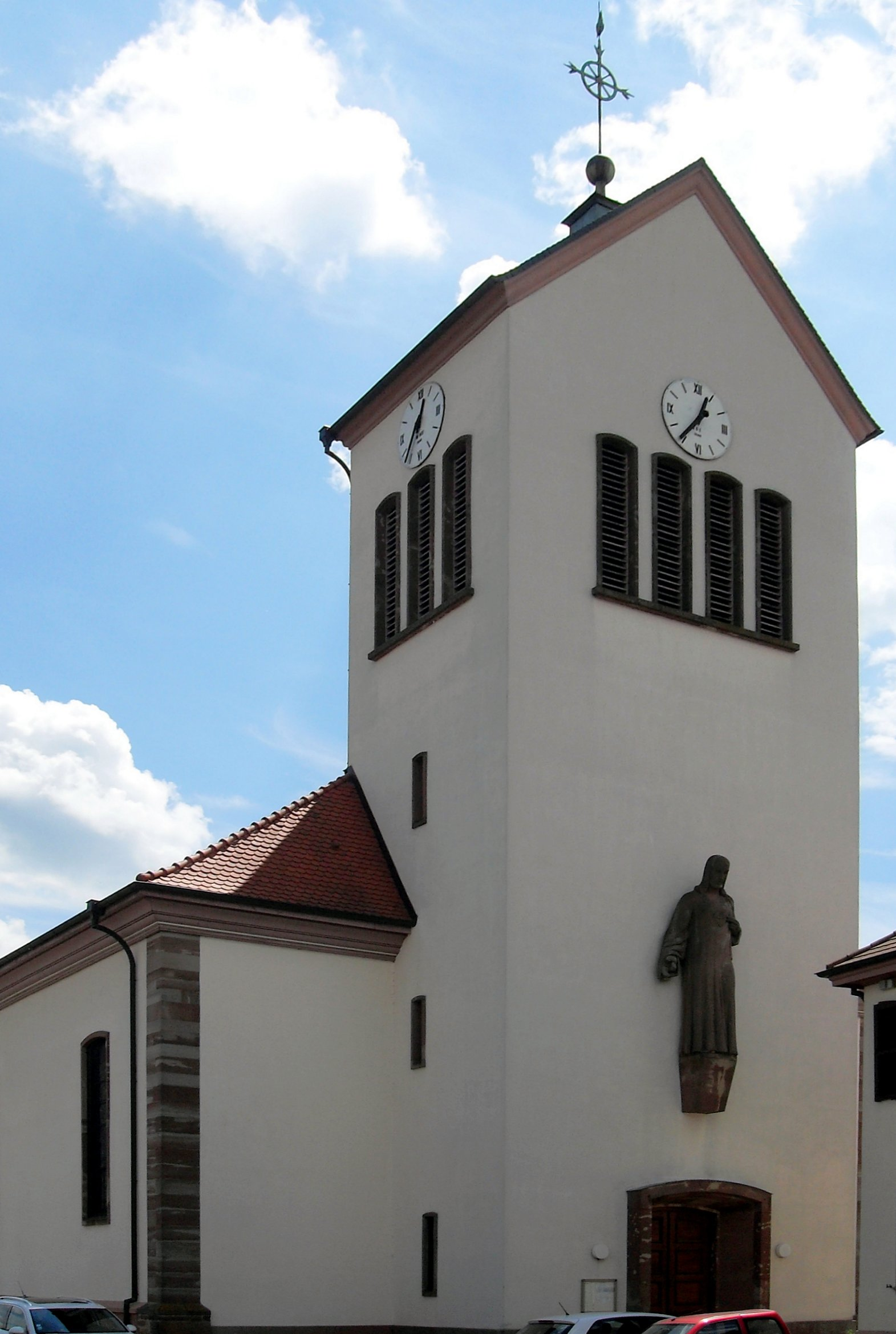
Колокольня